# Iridopsis humilis
Iridopsis humilis là một loài bướm đêm trong họ Geometridae.